# Krzysztof Wętkowski
Krzysztof Jakub Wętkowski (ur. 12 sierpnia 1963 w Gnieźnie) – polski duchowny rzymskokatolicki, doktor nauk prawnych, biskup pomocniczy gnieźnieński w latach 2012–2021, biskup diecezjalny włocławski od 2021.

## Życiorys
Urodził się 12 sierpnia 1963 w Gnieźnie. Ukończył tamtejsze II Liceum Ogólnokształcące. Następnie studiował w Prymasowskim Wyższym Seminarium Duchownym w Gnieźnie. Wyświęcony na prezbitera został 4 czerwca 1988 w bazylice gnieźnieńskiej przez kardynała Józefa Glempa, prymasa Polski. Od 1989 kontynuował studia na Katolickim Uniwersytecie Lubelskim, uzyskując w 1995 doktorat z nauk prawnych w zakresie prawa kanonicznego.
W latach 1988–1989 był wikariuszem w parafii farnej św. Marcina i Mikołaja w Bydgoszczy, jednocześnie pełniąc funkcję kapelana i sekretarza Jana Wiktora Nowaka, biskupa pomocniczego gnieźnieńskiego i wikariusza biskupiego prymasa Polski dla miasta Bydgoszczy. W latach 1994–1995 pracował jako rzecznik prasowy i referent ds. środków społecznego przekazu w kurii metropolitalnej w Gnieźnie. Był sekretarzem komisji organizującej jubileusz 1000-lecia śmierci św. Wojciecha oraz komitetu przygotowującego wizytę papieża w archidiecezji w 1997. W latach 1995–2012 zajmował stanowisko kanclerza kurii. W latach 2000–2012 pełnił funkcję sędziego trybunału metropolitalnego w Gnieźnie, zaś w latach 2001–2012 delegata arcybiskupa gnieźnieńskiego do wizytowania parafii dziekańskich. Od 1995 do 2008 był ceremoniarzem archikatedry gnieźnieńskiej. W 2011 został moderatorem kurii, a we wrześniu 2012 wikariuszem generalnym archidiecezji. Należał do kolegium konsultorów, rady kapłańskiej, rady duszpasterskiej archidiecezji, komisji liturgicznej, a także rady programowej gazety diecezjalnej i radia diecezjalnego. W latach 2007–2011 był przewodniczącym Rady Nadzorczej Prymasowskiego Wydawnictwa „Gaudentinum”, a w latach 2009–2012 zasiadał w Radzie Programowej Instytutu Prymasa Józefa Glempa. Pełnił funkcję przewodniczącego komisji historycznej archidiecezji gnieźnieńskiej i diecezji bydgoskiej. W 2000 otrzymał godność kanonika honorowego, a w 2004 kanonika gremialnego kapituły prymasowskiej.
W Prymasowskim Instytucie Teologicznym w Gnieźnie pełnił funkcję ojca duchownego. W 1997 został wykładowcą prawa kanonicznego w Prymasowskim Instytucie Teologicznym w Gnieźnie i Prymasowskim Wyższym Seminarium Duchownym w Gnieźnie. W 2008 otrzymał stanowisko adiunkta na Wydziale Teologicznym Uniwersytetu im. Adama Mickiewicza. Wszedł w skład Stowarzyszenia Kanonistów Polskich.
24 listopada 2012 papież Benedykt XVI mianował go biskupem pomocniczym archidiecezji gnieźnieńskiej ze stolicą tytularną Glavinizza. Święcenia biskupie otrzymał 22 grudnia 2012 w archikatedrze gnieźnieńskiej. Głównym konsekratorem był Józef Kowalczyk, arcybiskup metropolita gnieźnieński, zaś współkonsekratorami arcybiskup Celestino Migliore, nuncjusz apostolski w Polsce, oraz Henryk Muszyński, arcybiskup senior gnieźnieński. Jako zawołanie biskupie przyjął słowa „State in fide” (Trwajcie mocno w wierze).
27 kwietnia 2021 papież Franciszek przeniósł go na urząd biskupa diecezjalnego diecezji włocławskiej. Diecezję kanonicznie objął 7 czerwca 2021, zaś  ingres do katedry we Włocławku odbył 19 czerwca 2021.
W strukturach Konferencji Episkopatu Polski objął funkcję przewodniczącego Zespołu Roboczego ds. Nowelizacji Statutu i Regulaminu KEP, a także został członkiem Kościelnej Komisji Konkordatowej, Rady Prawnej, Komisji Rewizyjnej oraz Komisji Wspólnej Przedstawicieli Rządu RP i KEP.
W 2022 był współkonsekratorem podczas sakry biskupa pomocniczego gnieźnieńskiego Radosława Orchowicza.